# Microsoft Certified Trainer
Microsoft Certified Trainer (MCT) とは、マイクロソフト製品やその周辺技術について高度な専門技術を教育できるマイクロソフトが認定するトレーナーである。
Microsoft Office Specialist (MOS)やMicrosoft Certified Professional (MCP) の取得を目指す講座やその他Microsoft製品に関する講座･セミナーにおける講師の資格試験として位置づけられてきた。